# King Kong (attraction)
Pour les articles homonymes, voir King Kong (homonymie).
King Kong est un type et un modèle d'attraction construit par Huss Park Attractions depuis 2009, s'inspirant du célèbre film du même nom.

## Concept de fonctionnement
Les passagers prennent place dans la nacelle en forme de wagon, qui peut contenir 24 personnes. Quand le tour commence, le singe, King Kong prend dans ses mains le wagon, le fait monter à plus de 12 mètres de haut et le secoue. Les passagers découvrent alors qu'il crache de la fumée, et que ses yeux deviennent rouge.
Le gorille, son moment d'excitation passé, repose le wagon et laisse les passagers sortir.

## Attractions de ce type
| Nom       | Parc                 | Pays     | Année |
| --------- | -------------------- | -------- | ----- |
| King Kong | Vialand              | Turquie  | 2013  |
| King Kong | Bobbejaanland        | Belgique | 2009  |
| King Kong | Le Pal               | France   | 2009  |
| King Kong | China Dinosaurs Park | Chine    | 2010  |

## Galerie

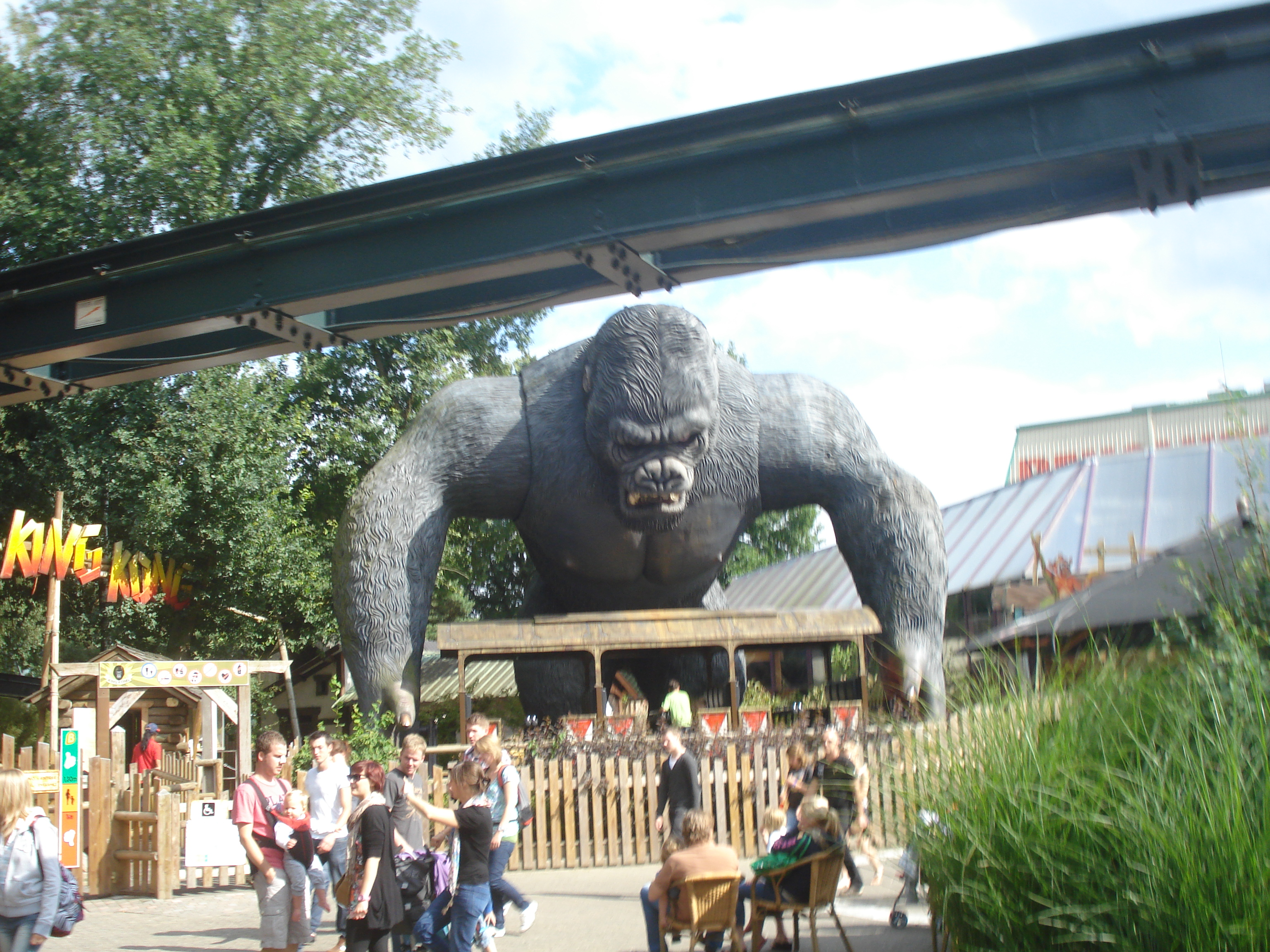
King Kong à Bobbejaanland en position basse.
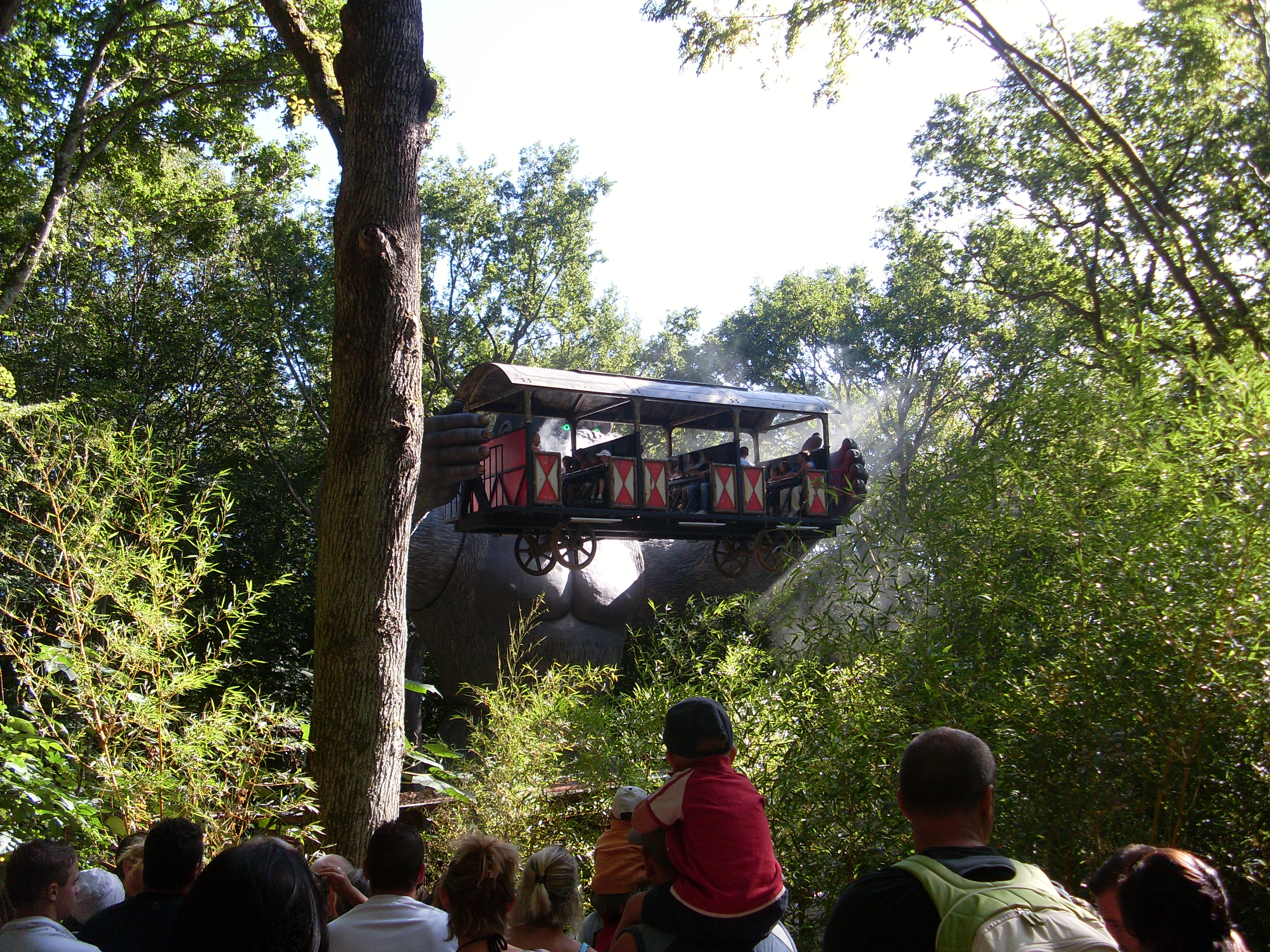
King Kong au Pal en position haute.
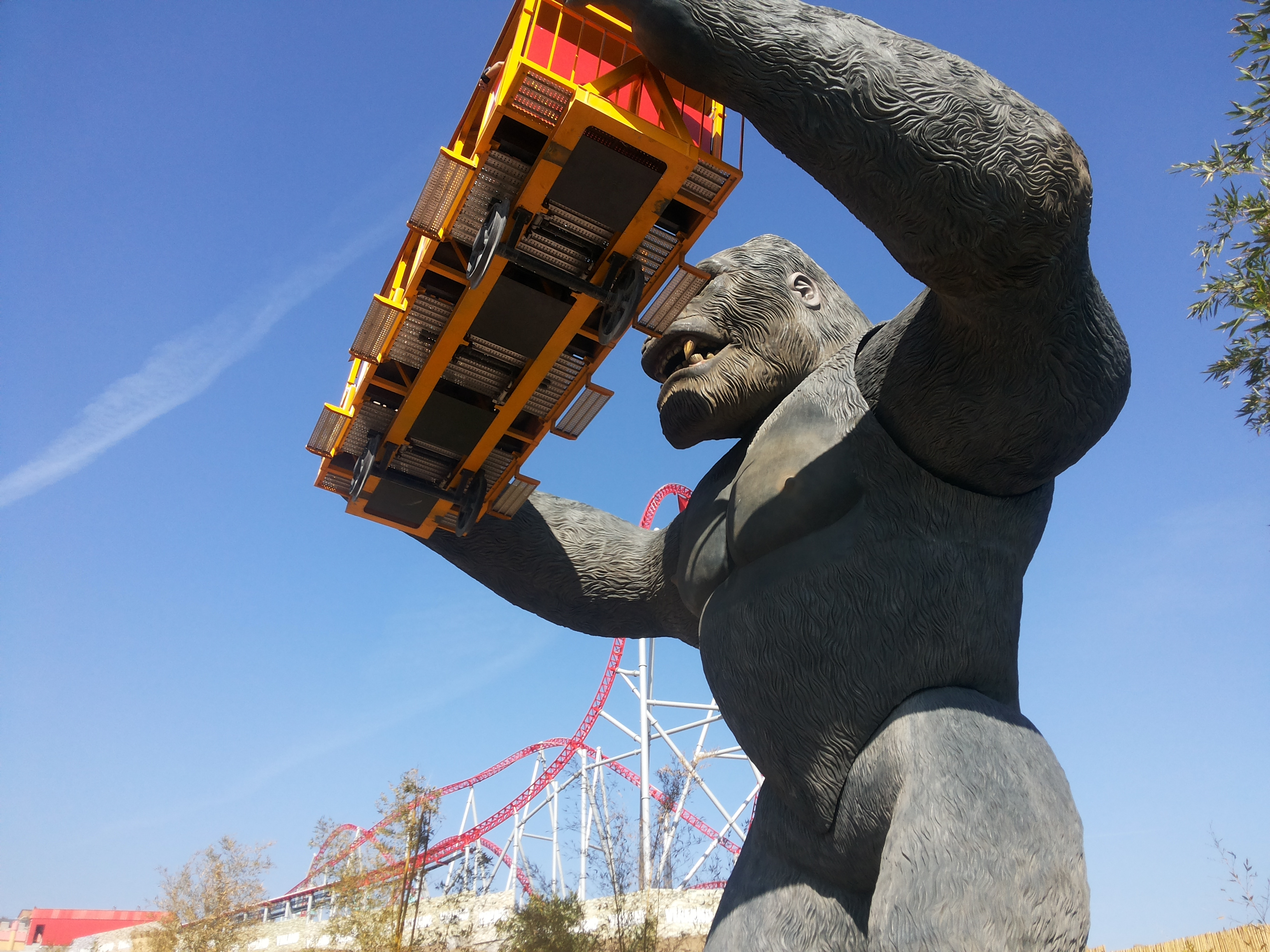
King Kong à Vialand en contre-plongée.

## Sources
- Le site du constructeur Huss Park Attraction